# Simpson Horror Show XII
 (février 2023).
Si vous disposez d'ouvrages ou d'articles de référence ou si vous connaissez des sites web de qualité traitant du thème abordé ici, merci de compléter l'article en donnant les références utiles à sa vérifiabilité et en les liant à la section « Notes et références ».
Le Simpson Horror Show XII (France) ou Spécial d’Halloween XII (Québec) (Treehouse of Horror XII) est le 1er épisode de la saison 13 de la série télévisée d'animation Les Simpson.

## Synopsis

### Homer le maudit
Les Simpson se promènent dans le quartier ethnique. Curieuse, Marge va consulter une voyante. Lorsqu'Homer rentre dans la pièce, il se moque d'elle et détruit sans faire exprès son bureau. Pour se venger, la bohémienne lui jette un sort : il portera malheur à tous ceux qu'il aime...

### Le robot tueur
Marge fait installer à la maison un UltraHouse 3000 pour qu'elle n'ait plus à faire le ménage. Pour que le robot soit plus agréable, les Simpson lui choisissent la voix de Pierce Brosnan. Ce dernier tombe amoureux de Marge et décide de tuer Homer... (Dans la VF le Ultrahouse 3000 est doublé par la voix française de Pierce Brosnan : Emmanuel Jacomy et dans la VFQ est doublé par Daniel Picard.)

### Les petits sorciers
Bart et Lisa sont à l'école des Sorciers et Harry Potter est dans leur classe. Lisa, à l'inverse de Bart, maîtrise très bien les sorts. Ses pouvoirs intéressent fortement le seigneur Montymort (M. Burns) qui décide de la capturer pour les lui voler. Pour cela, il va se servir de Bart...